# Fuyuan
Fuyuán léase Fuyuán (en chino:富源县, pinyin:Fùyuán xiàn) es un condado bajo la administración directa de la ciudad-prefectura de Qujing. Se ubica al este de la provincia de Yunnan, sur de la República Popular China. Su área es de 3348 km² y su población total para 2010 fue +700 mil habitantes.

## Administración
El condado de Fuyuán se divide en 13 pueblos que se administran en 2 subdistritos, 8 poblados, 2 villas y 1 villa étnica.